# John Colapinto
John Colapinto (Toronto, 1958) é um jornalista, escritor e romancista canadense e redator da The New Yorker. Em 2000, ele escreveu o best-seller do The New York Times As Nature Made Him: The Boy Who Was Raised as a Girl, que expôs os detalhes do caso de David Reimer, um menino que passou por uma mudança de sexo na infância — um experimento médico há muito anunciado como um sucesso, mas que foi, na verdade, um fracasso.

## Carreira
Antes de trabalhar na equipe da The New Yorker, os artigos de Colapinto apareceram na Vanity Fair, Esquire, Mademoiselle, Us, New York e The New York Times Magazine, e em 1995 ele se tornou um editor colaborador da Rolling Stone.

## Escrita
Para a Rolling Stone, Colapinto escreveu reportagens sobre uma variedade de assuntos, incluindo AIDS, crianças e armas, heroína no mundo da música e o criador da revista Penthouse, Bob Guccione.
Em 1998, Colapinto publicou um artigo de vinte mil palavras na Rolling Stone intitulado "The True Story of John/Joan", um relato de David Reimer, que havia passado por uma mudança de sexo na infância após uma circuncisão fracassada em que perdeu seu pênis. O experimento médico havia sido anunciado como um sucesso, mas foi, na verdade, um fracasso. A história, que detalhou não apenas a vida tortuosa de Reimer, mas o escândalo médico em torno de seu acobertamento, ganhou o prêmio ASME de reportagem. Em 2000, Colapinto publicou um livro sobre o caso, As Nature Made Him: The Boy Who Was Raised as a Girl. O livro foi um best-seller do New York Times e os direitos do filme foram comprados pelo diretor Peter Jackson. Reimer suicidou-se em 2004.
Colapinto também escreveu um romance, About the Author, um conto de inveja literária e roubo. Foi publicado em agosto de 2001 e foi uma escolha número seis na lista dos melhores romances da temporada do Book Sense 76; foi indicado ao International Dublin Literary Award e por vários anos foi escolhido pela DreamWorks, onde o dramaturgo Patrick Marber escreveu uma adaptação para o cinema. Os direitos do filme para o romance foram adquiridos pelo produtor Scott Rudin.
O segundo romance de Colapinto, Undone, uma sátira baseada no falso-incesto, foi publicado pela HarperCollins do Canadá em abril de 2015. Foi rejeitado por 41 editoras americanas e todas as editoras na Europa por ser muito desafiador em seu assunto. Uma reportagem no The Globe and Mail deu um relato da rejeição universal do romance no país de adoção de Colapinto. Uma crítica altamente positiva no Toronto Star classificou Undone como "um romance igualmente inventivo, mas mais ousado" do que a estreia de Colapinto; uma crítica no The Globe and Mail chamou o romance de "um noir que, como Blue Angel de Francine Prose e American Pastoral de Philip Roth, detalha o desvendar da moral do homem americano e seu mundo".
Em abril de 2016, o The New York Times publicou um artigo, "Colapinto's Complaint", que descreveu o romance como revivendo o "romance literário sexual centrado no homem". O artigo desencadeou uma tempestade de tweets em que Colapinto foi criticado por ressuscitar o "olhar masculino" na ficção.
Como redator da The New Yorker, Colapinto escreveu sobre assuntos diversos, como: sanguessugas medicinais; o leiloeiro da Sotheby's Tobias Meyer; os designers de moda Karl Lagerfeld e Rick Owens; as peculiaridades linguísticas dos pirarrãs (uma tribo amazônica); e Paul McCartney. Sua obra sobre os pirarrãs foi antologizada em The Best American Science and Nature Writing (2008); sua história na New Yorker sobre prevenção de perdas no varejo foi incluída no The Best American Crime Reporting (2009); e seu perfil no New Yorker do neurocientista V. S. Ramachandran foi selecionado por Freeman Dyson para inclusão em The Best American Science and Nature Writing.